# Museo civico di Lodi
Il Museo civico di Lodi è stato un museo civico situato a Lodi, che fu inaugurato nel 1869 con lo scopo di raccogliere e conservare i reperti archeologici provenienti dal territorio di Lodi Vecchio e i dipinti di scuola lodigiana e chiuso nel gennaio 2011.
Ospitato dal 1876 nell'ex convento adiacente alla chiesa di San Filippo, conservava numerose opere del lodigiano Callisto Piazza, ma anche due importanti dipinti di Francesco Hayez. È presente inoltre una sezione archeologica che custodisce numerosi reperti provenienti da Laus Pompeia, una sezione risorgimentale e l'importante sezione della ceramica, elemento classico dell'artigianato locale.

## Sezione archeologica
In questa sezione sono contenuti materiali provenienti dal territorio, rinvenuti a partire dall'Ottocento.
Nella prima sala vi sono alcune epigrafi che costituirono il primo nucleo della raccolta. Sono presenti inoltre reperti dell'età del bronzo, due corredi di sepoltura celtica, e vasellame bronzeo romano.
Nella seconda sala vi erano le epigrafi del tempio di Ercole sulle rive dell'Adda e altre epigrafi cristiane, corredi funebri romani e longobardi e altri reperti provenienti dalla Magna Grecia e dall'Etruria.

## Pinacoteca
La Pinacoteca era situata al primo piano del palazzo. Per accedervi si passava da un imponente scalone, a metà del quale è situato il busto di marmo di Ludovico Vistarini, opera di Leone Leoni. Particolarmente pregiati sono gli ornamenti in ferro battuto risalenti al XVIII secolo.

### XV secolo
Tra le opere relative a questo periodo, il documento più importante è il ciclo di affreschi provenienti dal Tempio dell'Incoronata, attribuibili a Matteo e Giovanni della Chiesa (attivi dal 1494 al 1519),  con episodi della vita del Battista.
Le storie si sviluppano su due registri, in quello superiore troviamo: l'Annuncio dell'angelo a Zaccaria, la Visita di Maria ad Elisabetta, la Nascita del Battista, la Circoncisione del Santo, la Predicazione; in quello inferiore: San Giovanni battezza Gesù, il Santo di fronte ad Erode, la Decollazione e il banchetto di Erode, la Sepoltura del Santo.
Ancora proveniente dal Tempio dell'Incoronata è l'altare in legno intagliato, dipinto, dorato e graffito, con le Storie della Vergine e di Cristo, opera di Ambrogio e Pietro De Donati.

### XVI secolo
In questo periodo la produzione pittorica lodigiana è rappresentata soprattutto dalla bottega dei Piazza, che tra il 1530 e il 1580 ottiene in città le principali commissioni. Tra gli esponenti più illustri ricordiamo:
- Alberto (1490-1528) del quale sono conservate due tavole provenienti da Turano: Madonna con il bambino in trono, San Bassiano.
- Martino (morto nel 1523), del quale ci sono rimaste quattro scene riguardanti Storie dei santi Antonio abate e Paolo eremita, realizzate in collaborazione con Alberto.
- Callisto, di cui il museo conserva molteplici opere. Tra le più significative: un Ritratto di Ludovico Vistarini, una Annunciazione, il Trittico di San Giuseppe, una Madonna col Bambino e angeli musicanti, un Cristo in Pietà sorretto da due angeli.
- Scipione, figlio più giovane di Martino, ci rimane una tela con l'Adorazione dei Magi.

Dello stesso secolo, la collezione include numerose opere di pittori anonimi lodigiani, una pala di Bartolomeo Bononi (attivo fino al 1514), una Adorazione dei Magi di fra' Sollecito Arisi (attivo dal 1591 al 1651). Dell'ambito del Procaccini una tela con l'Apparizione di Gesù Cristo a santa Maria Maddalena e lo stendardo della Confraternita di San Bassiano.

### XVIII secolo
Questo secolo è testimoniato da un pregevole Ritratto di Giulio Codecasa, e di notevole valore documentario è una veduta settecentesca della Piazza Maggiore di Lodi.

### XIX secolo
Infine, segnaliamo un'opera di Giovanni Carnovali, il Volto di Gesù Cristo e due importanti opere di Francesco Hayez: Autoritratto a 48 anni, e il Ritratto di Teresa Zumali Marsili con il figlio Giuseppe, datato 1833.